# Барбет (порода собак)
Барбет, или французская водяная собака (фр. barbet) — редкая порода водяных собак среднего размера, которых в Европе использовали для работы моряки и фермеры, а также с ними охотились на водоплавающих птиц. Барбеты не боятся заходить в воду, прекрасно плавают, выносливы и обладают хорошими поисковыми качествами. Название барбет предположительно происходит от французского слова «barbe», что в переводе означает «борода».

## Происхождение
Водяные собаки были известны с давних времен во многих странах Европы. Существует несколько версий, откуда они взялись, но ни одна из них не имеет четкого подтверждения. Сведения о жесткошерстных собаках, умеющих хорошо плавать, встречаются в литературе и живописи, начиная с XIV века. На иллюстрациях таких собак часто изображали вблизи водоемов, определяя тем самым их назначение. Специалисты полагают, что барбеты были предками многих пород собак, а в частности пуделя, бишон фризе, португальской водяной собаки, американского водяного спаниеля и других.
Клубы породы барбет сформировались в конце XIX века, тогда же эти собаки начали принимать участие в выставках. Первый признанный показ собак состоялся в Великобритании в 1859 году, а в мае 1863 года в газете «Иллюстрированные лондонские новости» появились сведения о первом парижском показе, а также там имелся рисунок французской гончей барбет для охоты на уток. Обзор парижской выставки причислил им третью категорию — охотничьи и поисковые собаки, класс 24, подраздел 1 — большой барбет и русский барбет.
Самый ранний из известных стандартов для породы барбет, датирован 1894 годом. Первая и Вторая мировые войны приостановили деятельность собаководов, поскольку все охотники, егеря и заводчики собак пошли воевать и собаки стали роскошью, которую немногие могли себе позволить. В это время большинство выведенных пород исчезли или находились на грани исчезновения.

## Современная история
Большое влияние на разведение и формирование породы, известной сегодня как барбет в 1920 году оказал охотник по имени Ле Уеллер. Позже работу по возрождению барбетов продолжил доктор Винценти, который в 1930 году зарегистрировал своих собак как барбет де аррет или поисковый барбет. После его смерти разведением барбетов стала заниматься его дочь мадам Петра.
В 1977 году Херманс из Парижа предпринял попытку вывести породу барбет, наиболее соответствующую их древнему прототипу. В 1980 году он основал клуб собаководов породы барбет во Франции и стал его президентом. В результате многочисленных совещаний барбеты получили название французская водяная собака, чтобы отличать их от испанских и португальских водяных собак, а также ирландских и американских водяных спаниелей.
По мнению Херманса собаки из питомника Петры не соответствовали истинной породе барбет, потому что у них была неправильная шерсть. Так в результате появилось две линии породы барбет, одна из которых вела начало из питомника Петры, а другая была выведена Хермансом. Позже вопреки протестам этих собак стали скрещивать между собой и получили хорошие результаты. С 2004 года влияние Херманса прекратилось, и всех барбетов стали допускать к показам на выставках.

## Внешний вид
Барбет — собака среднего размера, с круглой головой, коротким носом и длинными широкими висячими ушами. Глаза у барбетов большие, красивые и полны жизни. Шея толстая и короткая, плечи широкие, ноги прямые и длинные, лапки круглые и устойчивые с перепонками. Тело крепкое, сильное и мускулистое. Шерсть плотно прилегает к телу, имеет естественные упругие короткие завитки, может быть длинной или косматой. Окрас может быть белым, чёрным, шоколадным или темно-серым с пятнами, также может быть светло-палевый тон с темными пятнами. Барбеты практически не линяют и, благодаря плотному шерстяному покрову, могут плавать даже в холодной воде.

## Характер
Барбеты от природы дружелюбные, веселые, послушные и умные. Они легко обучаемы, поэтому могут участвовать в соревнованиях по послушанию. Барбеты любят находиться в компании людей. Им необходимы ежедневные физические упражнения, чтоб поддерживать форму и сохранить здоровье.